# Mistrovství světa v zápasu řecko-římském 1920
Mistrovství světa v zápasu řecko-římském proběhlo v Vídni, Rakousko v roce 1920. 

## Výsledky
| Kategorie  | Zlato           | Stříbro            | Bronz             |
| ---------- | --------------- | ------------------ | ----------------- |
| do 60 kg   | Franz Reitmeier | József Pongrácz    | Gustav Boukal     |
| do 67.5 kg | Ödön Radvány    | Deszö Peter        | Miklós Breznotics |
| do 75 kg   | Viktor Fischer  | Lorenz Koczanderle | Philipp Heß       |
| do 82.5 kg | Michael Heinl   | Josef Mach         | Wilhelm Knöpfle   |
| +82.5 kg   | Heinrich Bock   | Franz Wagner       | Adolf Kurz        |